# Kari Aagaardová
Kari Aagaardová (* 1951) je norská házenkářka. V letech 1973 až 1978 odehrála 92 zápasů za národní házenkářskou reprezentaci Norska. V letech 1973 a 1975 se účastnila mistrovství světa v házené žen.